# Батумський державний драматичний театр імені Іллі Чавчавадзе
Бату́мський держа́вний драмати́чний теа́тр і́мені Іллі́ Чавчава́дзе (груз. ბათუმის ილია ჭავჭავაძის სახელობის სახელმწიფო დრამატული თეატრი) — драматичний театр у місті Батумі, столиці регіону Аджарія (Грузія), визначний театральний і культурний осередок міста, автономії та держави; місце проведення урочистостей і важливих культурно-масових заходів.

## Загальна інформація
Розташований у батумському середмісті — за адресою:
вул. Шота Руставелі, будинок 1.
Наразі (кінець 2010-х років) глядацьк зала головної сцени вміщує 480 глядачів, причому є місця, адаптовані для осіб з обмеженими можливостями.
Директор театру — Отар Каландадзе, головний режисер — Андро Енукідзе; у трупі — понад 40 акторів.

## З історії театру в Батумі

### До сучасної стаціонарної будівлі
Театральне мистецтво в Батумі й Аджарії сягає у віддалене минуле. Однак офіційно перша грузинська вистава відбулася в місті 8 липня 1879 року, й була влаштована місцевими любителями сцени, що й стало власне початком грузинського театру в Аджарії.
28 серпня 1912 року на зібранні акторів було засноване перше акторське об'єднання. Режисером був обраний Шалва Дадіані. Прем'єра «Трупи мандрівників», як вони себе назвали, відбулася в Батумі 15 вересня в Шмаєвському театрі.
Вже наступного (1913) року в Батумі було створено драматичне товариство. Правління драматичного товариства склало трупу професіоналів, яку режисував Шалва Дадіані. Батумська драматична трупа включала як місцевих, так і запрошених акторів.